# Malimbe coronat
El malimbe coronat (Malimbus coronatus) és un ocell de la família dels ploceids (Ploceidae).

## Hàbitat i distribució
Viu entre la malesa del bosc del sud de Camerun, Guinea Equatorial, el Gabon, sud-oest de la República Centreafricana i centre, nord, nord-est i est de la República Democràtica del Congo.